# مناره خواجه علم
مناره خواجه علم مربوط به دوره تیموریان است و در اصفهان، متری قیام (سبزه میدان)، خیابان هاتف واقع شده و این اثر در تاریخ ۱۵ دی ۱۳۱۰ با شمارهٔ ثبت ۹۸ به‌عنوان یکی از آثار ملی ایران به ثبت رسیده است.
«منار باباعلم که در خیابان هاتف واقع شده و از ابنیه قدیمی اصفهان است، به واسطه آنکه از چندی قبل اطراف آن را برای تعمیر خالی کرده بودند، در اثر بارندگی این دو روز، روزگذشته خراب شد و مختصر خرابی ۱۳۱۳ منتشر کرده درواقع سند مرگ یکی از مهم‌ترین مناره‌های تاریخی اصفهان است. 

## سفرنامه نویسان
ژان شاردن در عصر صفوی این مسجد و مناره را دیده و نوشته:«...نخستین بنای کوی سید احمدیان مناره خواجه عالم است که از بس زیباست آن را گلبار یعنی پر از گل هم می‌گویند. این بنایی است قدیمی و شایان توجه».

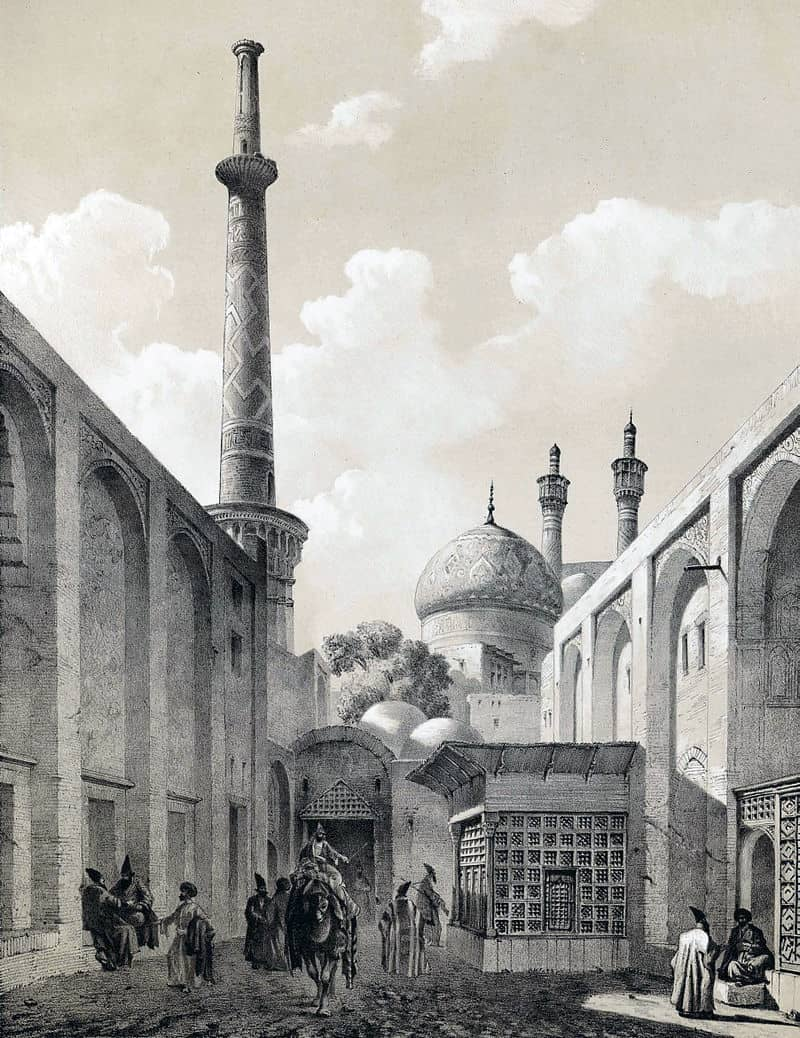
منار خواجه علم اثر اوژن فلاندن

اوژن فلاندن طراحی این مناره ی زیبا را که در کنار مسجد اقاسی قرار داشته را در کارنامه ی خود دارد که معمولا به غلط آن را مناره علی می پندارند.

## افسانه
شاردن افسانه‌هایی را که پیرامون مناره خواجه علم در اصفهان عصر صفوی روایت می شده، ذکر کرده است:«می گویند زمانی که استاد معمار ... مشغول ساختن ... این مناره بود، شاگردش دور از نظر استاد خود پلکان این بنا را مضاعف ساخت، چنان که تا پله مخفی را نشان  نمی دادند معلوم نبود. روزی که استاد برای مشاهده نتیجه کار شاگردش با وی بالای مناره رفت...هر دو، استاد از پیش و شاگرد از دنبال برای فرود آمدن پا در پله نهادند. پس از آنکه میان راه رسیدند شاگرد بی خبر استاد، زودتر از او، به وسیله راه پله های مخفی خود را به پایین رساند و در حالی که ماله به دست گرفته بود در درگاه مناره که معمار از آن فرود می آمد به کار مشغول شد. استاد چون وی را به دنبال خود می پنداشت از حضور او در آنجا سخت در شگفت ماند و چون از حقیقت کار و وجود پله‌های مخفی آگاه گشت خشنود شد.» روایت وجود یک گنج باستانی زیر این مناره هم در میان مردم آن دوران شایع بوده است:«مردم اصفهان بر این باورند که زیر این بنا گنجی عظیم وجود دارد و ماری مهیب و وحشتناک به بزرگی یک گوسفند که گاهی بر سر گنج دیده می‌شود آن را حفاظت می‌کند.»

## گزارش خرابی
طرح ساخت خیابان هاتف هنگامی که در عصر مدرن سازی اصفهان در زمان پهلوی اول به محله تاریخی میدان عتیق می‌رسد، راه خود را با ویرانی زیاد از میان بافت تاریخی این منطقه باز می‌کند و به سمت طوقچی پیش می‌رود. بخش‌هایی از بازارچه امامزاده اسماعیل  و مسجد تاریخی خواجه علم یکی از قربانیان مهم این خیابان بوده است. استاد همایی درباره ویرانی این مسجد نوشته: «...نزدیک امامزاده اسماعیل به مساحت ۳۰ ذرع در۱۸ ذرع. یشتر اهمیت آن به واسطه مناره مرتفع سلجوقی بود ...قسمتی از کاشی‌های آن را به اداره فرهنگ منتقل کردند که معلوم نیست کجا رفته و چه شده است». پیش از ویرانی کامل مسجد خواجه علم، مناره با شکوه آن در اثر بی توجهی های مردم محلی از بین رفته بود. همایی نوشته:«سبب خرابی این بود که همسایگان متعدی نامسلمان اطراف پایه منار را تصرف و کم کم خراب کرده و در ریشه منار چاه و منبع ساخته بودند!» در غیاب نهادهای نظارت کننده و بی توجهی همسایگان، یک بارندگی شدید باعث نابودی یکی از زیباترین مناره‌های تاریخی عصر سلجوقی می شود. خبر این ویرانی در شماره ۱۹ آذرماه روزنامه اخگر در دو جمله خلاصه شده است:«منار باباعلم، که در خیابان هاتف واقع و از ابنیه قدیمی اصفهان بود، به واسطه آنکه از چندی قبل اطراف آن را برای تعمیر خالی کرده بودند، در اثر بارندگی این دو روزه، روزگذشته خراب شده و مختصر خرابی هم به خانه‌های اطراف خود رساند». وقتی در سال ۱۹۰۲میلادی برج ناقوس ۹۸ متری شهر ونیز ویران شد برای بازسازی آن تنها هشت سال زمان لازم بود و امروز هم این برج که در میدان تاریخی شهر قرار گرفته یکی از مهم ترین نمادهای تاریخی ونیز محسوب می شود، درحالی که از مناره ۹۰۰ ساله خواجه علم جز یکی دو عکس خاک خورده هیچ چیزی باقی نمانده است.